# Aişə Qurbanlı
Aişə Qurbanlı (ur. 28 maja 1993) – azerska judoczka. Olimpijka z Tokio 2020, gdzie zajęła siedemnaste miejsce w wadze ekstralekkiej.
Uczestniczka mistrzostw świata w 2018, 2019 i 2021. Startowała w Pucharze Świata w latach 2008, 2013 i 2015-2019. Srebrna medalistka igrzysk solidarności islamskiej w 2017 roku.

## Letnie Igrzyska Olimpijskie 2020
| Konkurencja | Eliminacje             | Klas. końcowa |
| Konkurencja | Przeciwnik I           | Miejsce       |
| ----------- | ---------------------- | ------------- |
| 48 kg       | Catarina Costa (POR) P | 17.           |